# ميخائيل باتريك ماكدونالد
ميخائيل باتريك ماكدونالد (بالإنجليزية: Michael Patrick MacDonald)‏ هو كاتب أمريكي، ولد في 9 مارس 1966 في نيويورك في الولايات المتحدة.